# Blue Chips
Blue Chips (en España Ganar de Cualquier Manera) es una película dirigida por William Friedkin en 1994. Drama ambientado en el entorno del baloncesto universitario está protagonizada por Nick Nolte y Shaquille O'Neal por cuyo papel obtuvo una nominación en los Premios Razzie como peor actor novel.

## Sinopsis

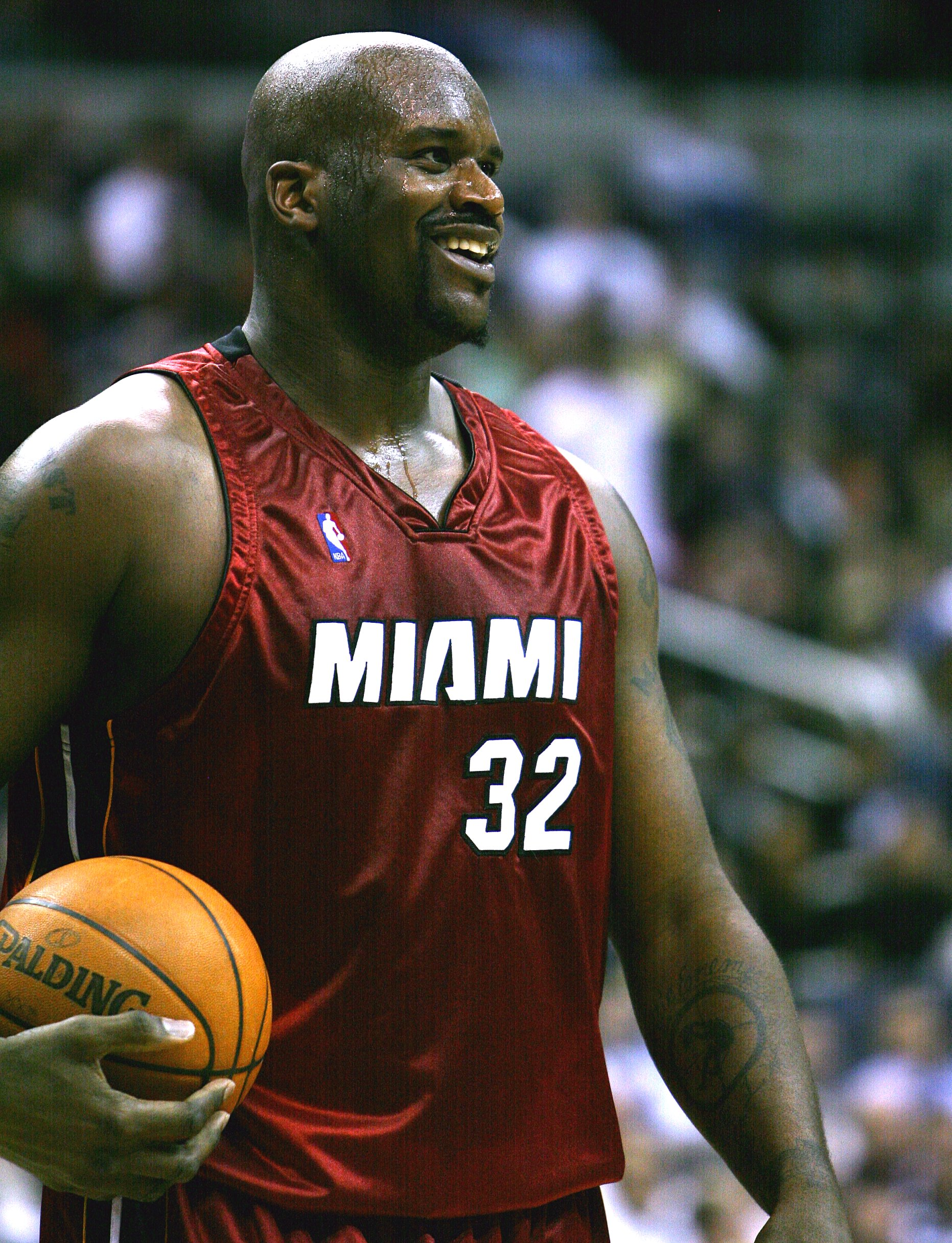
El jugador de baloncesto Shaquille O'Neal

El entrenador de baloncesto Pete Bell se encuentra en una delicada situación debido a la mala racha de resultados que atraviesa su equipo. Además las estrellas emergentes del deporte prefieren fichar por otros conjuntos antes que por el de Bell porque, aunque lo prohíba el reglamento universitario, les pagan en secreto. Ante la gran presión a la que está sometido Bell decide quebrantar las normas y contratar nuevos talentos a cambio de algunas compensaciones económicas. Su equipo empieza a ganar pero el entrenador no tiene la conciencia tranquila.

## Reparto
- Nick Nolte - Pete Bell
- Mary McDonnell - Jenny Bell
- J. T. Walsh - Happy
- Ed O'Neill - Ed
- Alfre Woodard - Lavada McRae
- Bob Cousy - Vic
- Shaquille O'Neal - Neon
- Anfernee 'Penny' Hardaway - Butch McRae
- Matt Nover - Ricky Roe
- Cylk Cozart - Slick
- Anthony C. Hall - Tony
- Kevin Benton - Jack
- Bill Cross - Freddie
- Marques Johnson - Mel
- Robert Wuhl - Marty

## Recepción
La película obtiene una valoración media en los portales de información cinematográfica. En IMDb, con 11.601 valoraciones, obtiene una puntuación de 6,2 sobre 10. En FilmAffinity, con 2.146 valoraciones, tiene una calificación de 5,5 sobre 10.